# Tim Maia
Sebastião Rodrigues Maia (Rio de Janeiro, 28 de setembro de 1942 – Niterói, 15 de março de 1998), mais conhecido pelo nome artístico de Tim Maia (AFI: [tʃĩ ˈmajɐ]), foi um cantor, compositor, maestro, produtor musical, instrumentista e empresário brasileiro, responsável pela introdução dos gêneros soul e funk na música popular brasileira e reconhecido como um dos maiores ícones da música no Brasil. 
Nasceu e cresceu na cidade do Rio de Janeiro, onde, durante a juventude, conviveu com Jorge Ben Jor e Erasmo Carlos. Em 1957, fundou o grupo The Sputniks, no qual cantou junto a Roberto Carlos. Em 1959, emigrou para os Estados Unidos, onde teve seus primeiros contatos com o soul, vindo a ser preso e deportado por roubo e porte de drogas. Em 1970, gravou seu primeiro álbum, intitulado Tim Maia, que, rapidamente, tornou-se um sucesso com músicas como "Azul da Cor do Mar" e "Primavera".
Nos três anos seguintes, lançou vários discos homônimos, fazendo sucesso com canções como "Não Quero Dinheiro (Só Quero Amar)" e "Gostava Tanto de Você". De julho de 1974 a 25 de setembro de 1975, aderiu à doutrina filosófico-religiosa conhecida como Cultura Racional, lançando, nesse período, dois discos, com destaque para "Que Beleza" e "O Caminho do Bem". Desiludiu-se com a doutrina e voltou ao seu estilo de música anterior, lançando sucessos como "Descobridor dos Sete Mares" e "Me Dê Motivo". Muitas de suas músicas foram gravadas sob a editora Seroma e a gravadora Vitória Régia Discos, sendo um dos primeiros artistas independentes do Brasil. Ganhou o apelido de "síndico do Brasil" de seu amigo Jorge Ben Jor na música W/Brasil. 
Na década de 1990, diversos problemas assolaram a vida do cantor: desentendimentos com as Organizações Globo e a saúde precária, devido ao uso constante de drogas ilícitas e ao agravamento de seu grau de obesidade. Sem condições de realizar uma apresentação no Teatro Municipal de Niterói, saiu em uma ambulância e, após duas paradas cardiorrespiratórias, morreu em 15 de março de 1998. É amplo seu legado à história da música brasileira, e sua obra veio a influenciar diversos artistas, como seu sobrinho Ed Motta e seu filho Léo Maia (também cantores). A revista Rolling Stone Brasil classificou Tim Maia como o maior cantor brasileiro de todos os tempos, e também como o 9º maior artista da música brasileira.

## Biografia e carreira

### Primeiros anos e início de carreira

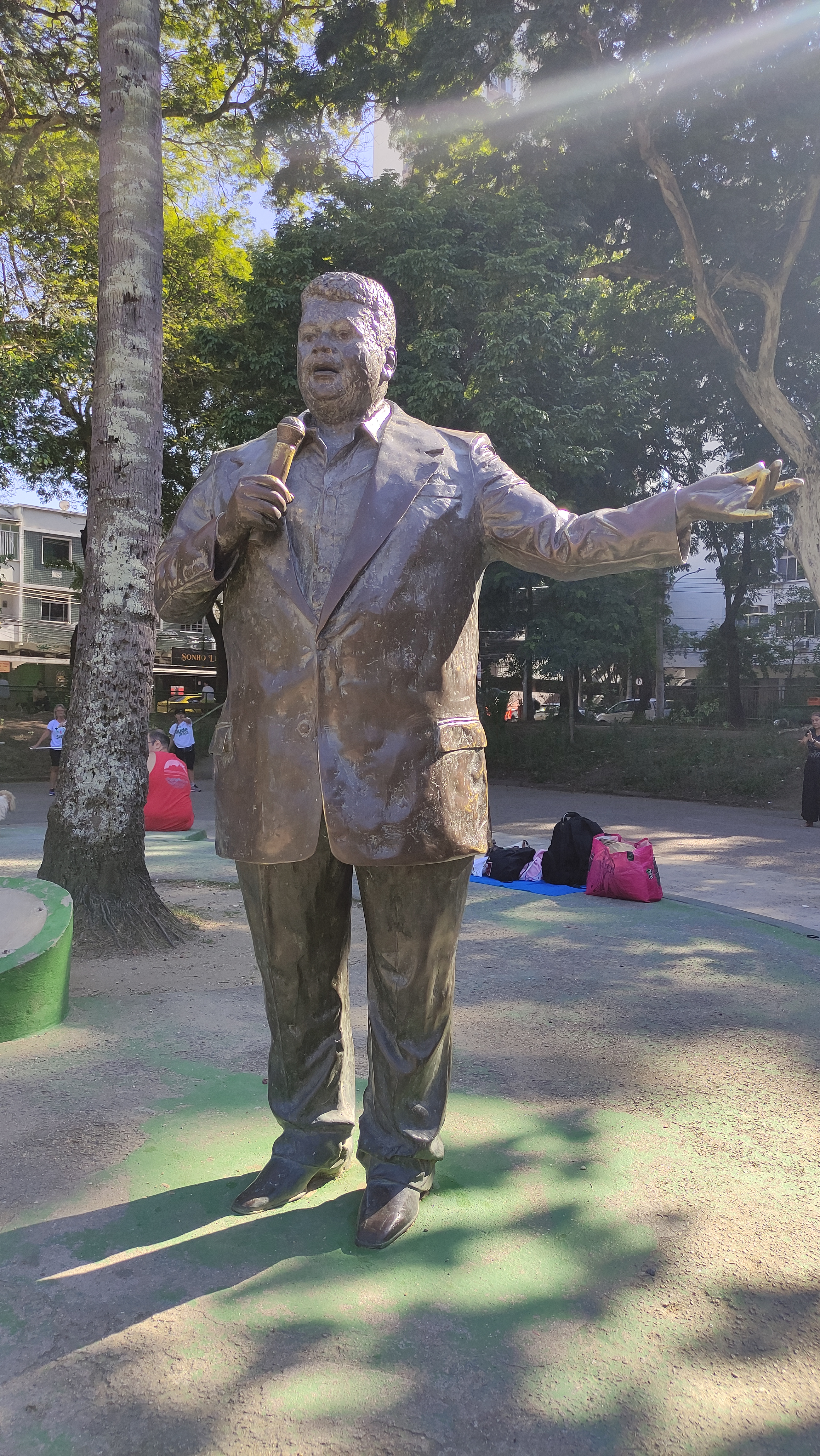
Estátua em homenagem a Tim Maia (2015), da artista Christina Motta. Localização: Praça Afonso Pena, Tijuca, bairro onde nasceu Tim Maia.

Nascido no bairro da Tijuca, zona norte do Rio de Janeiro, na Rua Afonso Pena 24, Tim é filho de Altivo Maia (1900–1959) e Maria Imaculada Nogueira (1902–1991), e começou na música tocando bateria no grupo Tijucanos do Ritmo, formado na Igreja dos Capuchinhos próxima a sua casa, passando logo para o violão. Tim, nessa época, era conhecido como "Babulina", por conta da pronúncia do rockabilly "Bop-A-Lena" de Ronnie Self (apelido que Jorge Ben Jor tinha pelo mesmo motivo). Em 1957, fundou o grupo vocal The Sputniks, do qual participaram Roberto Carlos, Arlênio Lívio, Edson Trindade e Wellington. O grupo apresentou-se no programa Clube do Rock de Carlos Imperial na TV Tupi. Roberto Carlos afirma ter aprendido a batida do rock no violão ao ver Tim executar "Long Tall Sally", de Little Richard. Erasmo Carlos nunca fez parte do grupo, mas sim do The Snakes, grupo que acompanhou tanto Roberto quanto Tim após o fim do The Sputniks. Em 1959, foi para os Estados Unidos, onde era conhecido por "Jim", estudou inglês e entrou em contato com a soul music, chegando a participar de um grupo vocal, o The Ideals. No grupo, Maia coescreveu com o líder Roger Bruno a canção "New Love", que gravariam em um compacto com a participação do percussionista Milton Banana e do contrabaixista de jazz Don Payne.  No entanto, quatro anos mais tarde, Maia viria a ser deportado de volta para o Brasil, preso por roubo e posse de drogas. Bruno nunca mais teve notícias de Jim e se tornou um famoso compositor, sendo inclusive gravado por Teddy Pendergrass e Cher. Curiosamente, Paul e Sheila Smith, um casal de amigos de Bruno, gravaram com Tim Maia em 1973, no mesmo álbum em que o cantor resolve gravar a até então inédita, "New Love", sem que Bruno soubesse que Jim e Tim eram a mesma pessoa. Quando voltou ao Brasil, mudou seu nome artístico de "Tião" para "Tim" para evocar seu apelido nos Estados Unidos.

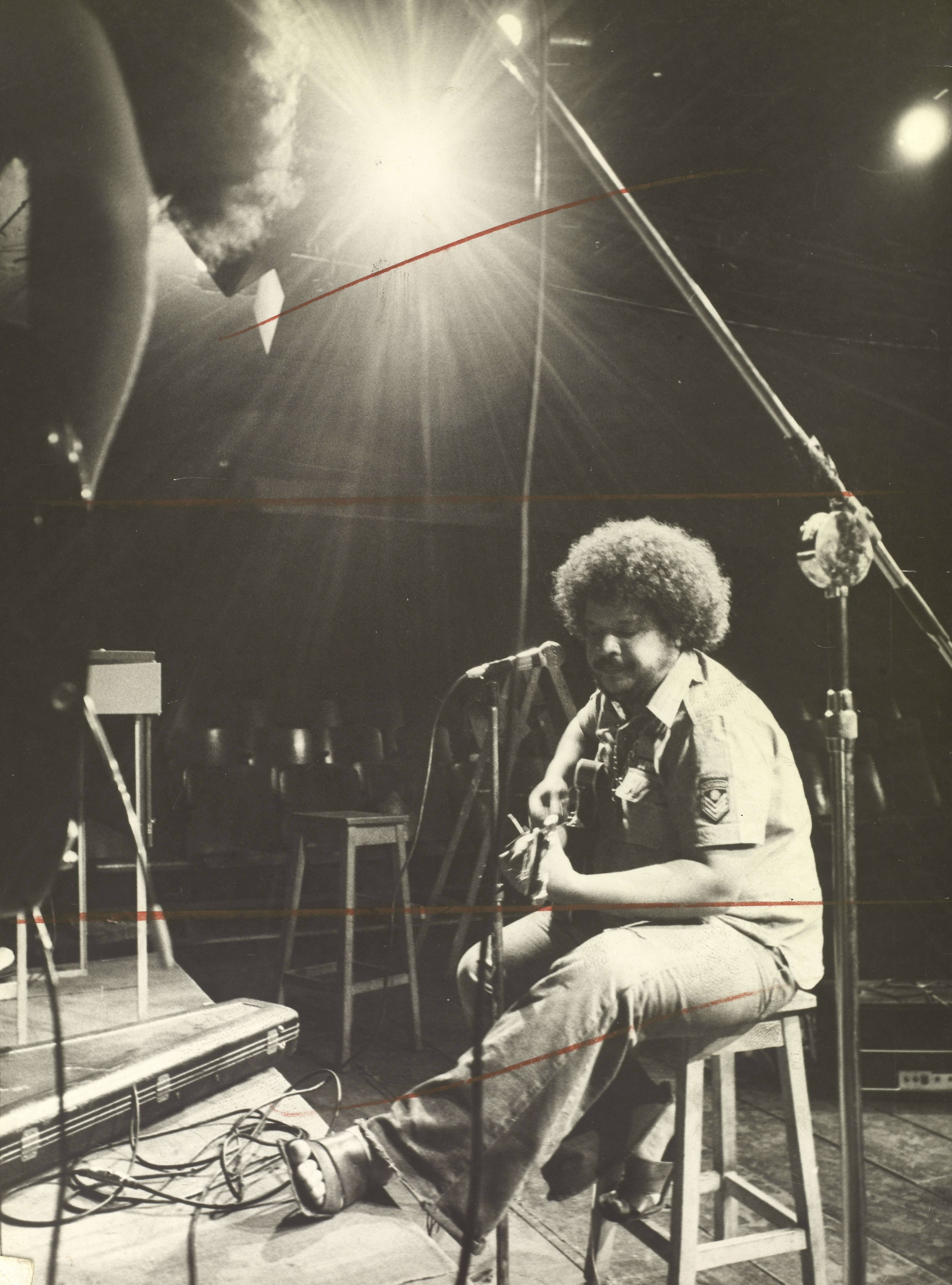
Tim Maia no Teatro Opinião, em 20 de janeiro de 1972. Mídia sob a guarda do Arquivo Nacional.

### 1968–69: Primeiro compacto e composições
Em 1968, Tim produziu o álbum A Onda É o Boogaloo, de Eduardo Araújo. O álbum trouxe a sonoridade da soul music para o iê-iê-iê. Nessa época, Tim começou a se apresentar em São Paulo e em um programa de rádio de Wilson Simonal, e fez uma apresentação na TV Bandeirantes com a banda Os Mutantes. No mesmo ano, teve composições gravadas por Roberto e Erasmo Carlos. Erasmo gravou "Não quero nem saber" e Roberto, "Não Vou Ficar", para o álbum Roberto Carlos. A canção também fez parte da trilha sonora do filme Roberto Carlos e o Diamante Cor-de-rosa. Seu primeiro trabalho solo foi um compacto pela CBS em 1968, que trazia as músicas "Meu País" e "Sentimento" (ambas de sua autoria, como todas as músicas sem indicação de autor). Sua carreira no Brasil fortaleceu-se a partir de 1969, quando gravou um compacto simples pela Fermata com "These Are the Songs" (regravada no ano seguinte por Elis Regina em duo com ele e incluída no álbum Em Pleno Verão, de Elis) e "What Do You Want to Bet".

Erasmo Carlos e Roberto Carlos gravaram canções de Tim Maia no fim dos anos 1960.

### 1970:Tim Maia
Em 1970, gravou seu primeiro álbum, Tim Maia, na Polydor, por indicação da banda Os Mutantes. Nesse disco, obteve sucesso com as faixas "Azul da Cor do Mar", "Coroné Antônio Bento" (Luís Wanderley e João do Vale), e "Primavera" e "Eu Amo Você" (ambas de Cassiano e Silvio Rochael). Nos três anos seguintes, com a mesma gravadora, lançou os discos Tim Maia Volume II, tornando-se cada vez mais famoso com canções como a dançante "Não Quero Dinheiro (Só Quero amar)", na era disco; Tim Maia volume III e Tim Maia volume IV, no qual se destacaram "Gostava Tanto de Você" (Edson Trindade) e "Réu Confesso", ambas misturando a soul music com o samba.

### 1974–75: Conversão, lançamento de discos e decepção com a Cultura Racional

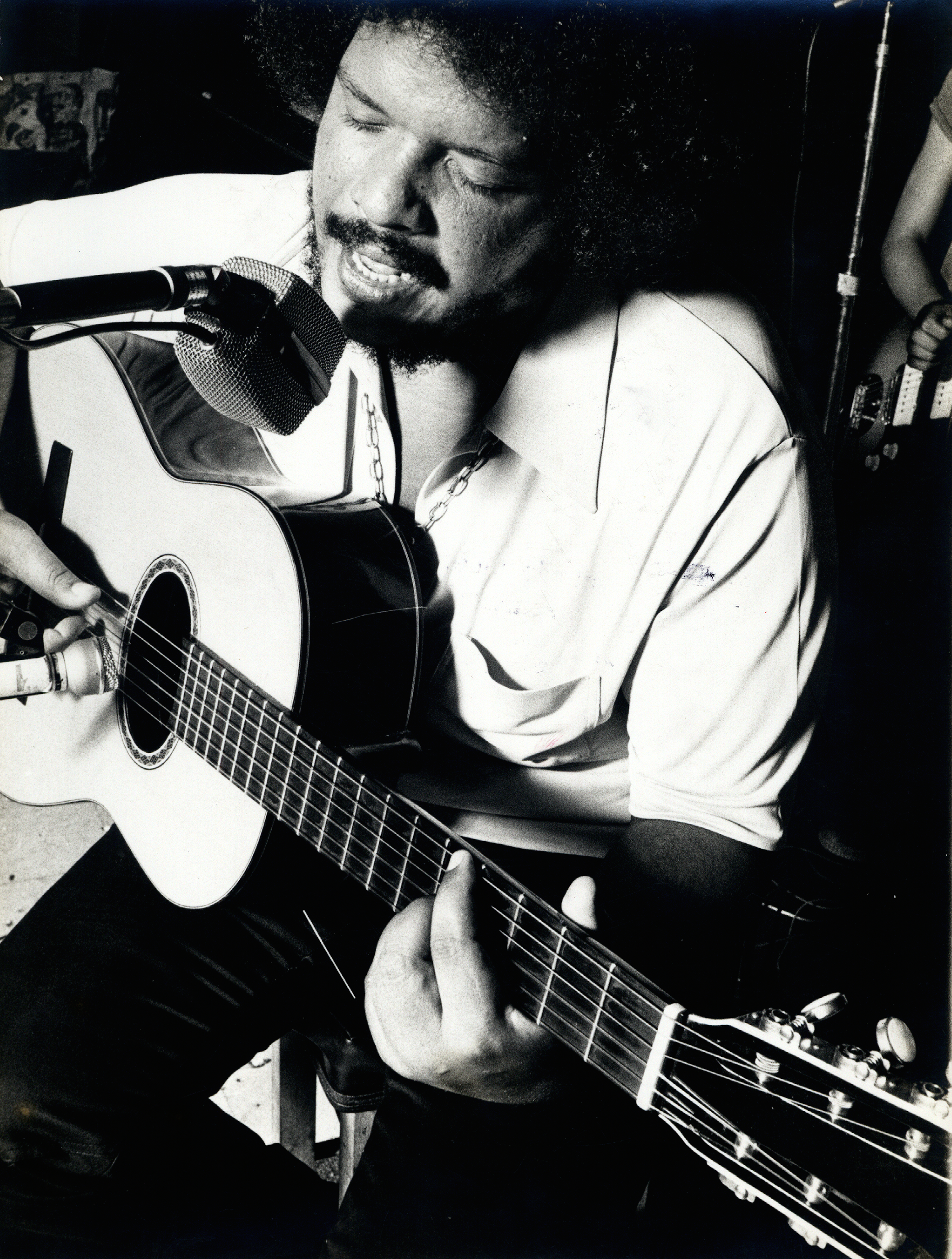
Tim em 1972.

Em 1974, Maia preparava sua estreia na RCA, com sua banda já tendo composto diversas faixas instrumentais, o suficiente para um álbum duplo. Então entrou em contato com a doutrina Cultura Racional, liderada por Manuel Jacinto Coelho, se converteu e escreveu letras inspirados na seita. A gravadora se recusou a lançar o disco, levando Maia a comprar as fitas com as gravações e lançar em 1975 pelo selo próprio Seroma (palavra "amores" ao contrário e abreviação do próprio nome, "Sebastião Rodrigues Maia") Tim Maia Racional, volumes 1 e 2. São considerados por muitos os melhores de Tim Maia, com grandes influências do funk e do soul e pelo fato de que, nesta época, Tim Maia se manteve afastado dos vícios, o que refletiu na qualidade de sua voz. Desiludido com a doutrina, percebeu que o mestre Manuel não correspondeu ao ideal de um mestre. O cantor, revoltado, tirou de circulação os álbuns, tendo virado item de colecionadores, devido à raridade.
Já nos anos 2000, foram descobertas novas músicas pertencentes à "fase racional", levando a um terceiro álbum, Racional Volume Três, lançado em CD em agosto de 2011. Após o término de sua fase racional, Tim voltou a seu antigo estilo de vida e aos temas seculares em suas canções.
Em 1978, gravou, para a Warner, Disco Club, claramente inspirada pela disco music. Tim foi acompanhado pela Banda Black Rio. Nesse álbum, gravou dois grandes sucessos, "Acenda o Farol" e "Sossego".

### Década de 1980:O Descobridor dos Sete Marese outras gravações

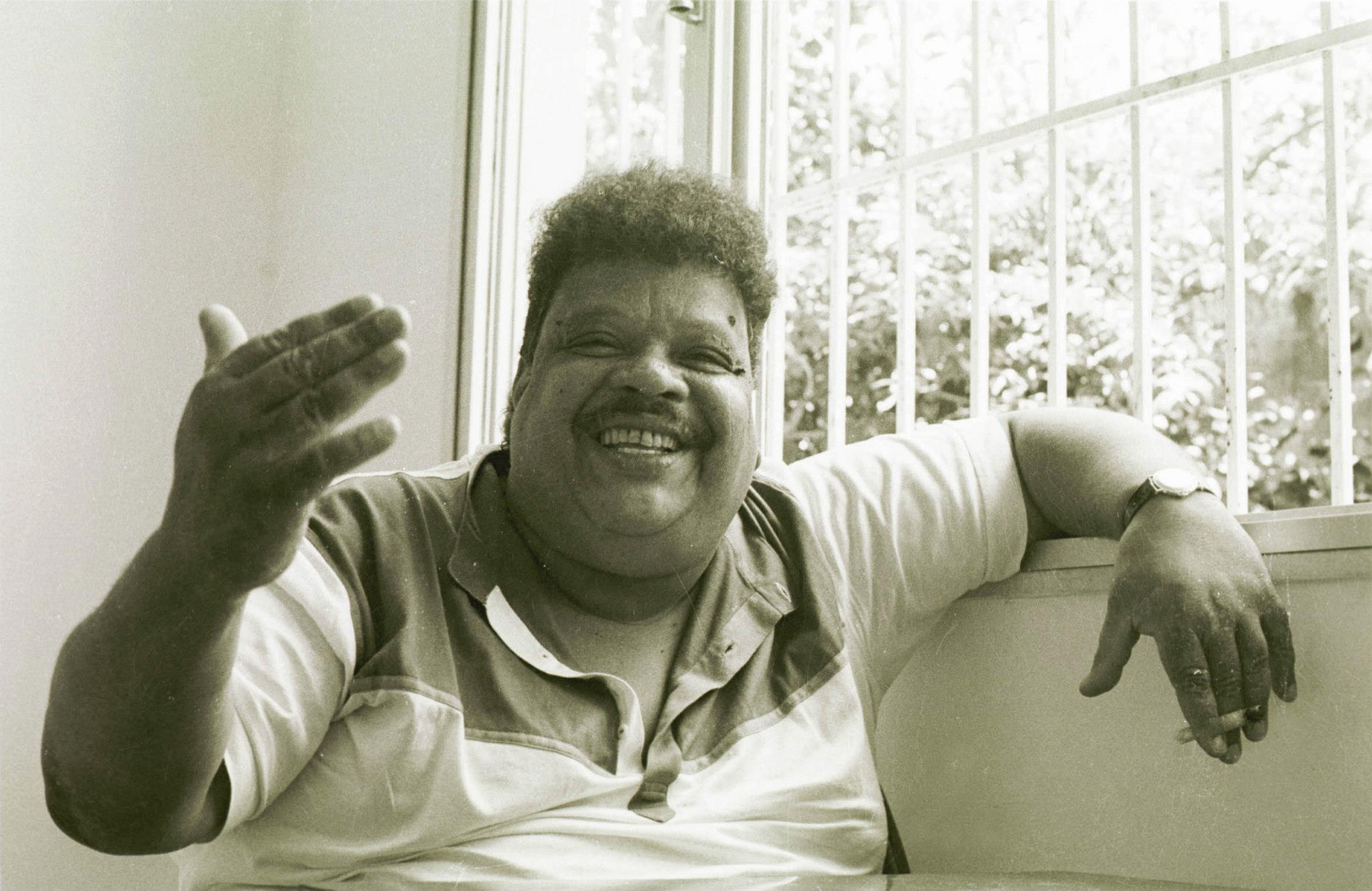
Tim Maia em 1987.

Após o compacto "Do Leme ao Pontal" em 1982 (que somente teria lançamento em álbum no disco Tim Maia, de 1986), Tim lançou em 1983 o LP O Descobridor dos Sete Mares, que deu origem aos sucessos "O Descobridor dos Sete Mares" (Michel e Gilson Mendonça) e "Me dê Motivo" (Michael Sullivan/Paulo Massadas). Em 1985, gravou mais duas canções de Sullivan e Massadas, "Um Dia de Domingo", em um dueto com Gal Costa, e "Leva", uma extensão de um jingle que a dupla havia escrito para a Rádio Bandeirantes. Em 1986, participou do musical Cida, a Gata Roqueira, da Rede Globo, paródia ao conto de fadas Cinderela inspirado no filme Os Irmãos Cara de Pau, de 1980, em que Tim fez um papel tal qual o de James Brown como um pastor evangélico, improvisando o Salmo 23 embalado por uma banda tocando funk.

### 1990–98: Carreira na bossa nova, gravações independentes, piora na saúde e morte
Ao longo da década, Tim gravaria discos de bossa nova (um deles com Os Cariocas) e de versões clássicos do pop e do soul. Assim, aumentou muito a produtividade nesta década, gravando mais de um disco por ano com grande versatilidade: o repertório passou a abranger bossa nova, canções românticas, funks e souls. Descontente com as gravadoras, Tim Maia retomou a ideia da editora Seroma e da gravadora Vitória Régia Discos, pela qual passou a fazer seus lançamentos, começando por Tim Maia Interpreta Clássicos da Bossa Nova em 1990, seguido por Voltou Clarear (1994) e Nova Era Glacial (1995). Só voltou aos grandes selos para o bem-sucedido Tim Maia ao Vivo, em 1992. Também teve muitas composições regravadas por artistas da nova geração, como Os Paralamas do Sucesso e Marisa Monte.
Em 1993, a pedido de seu amigo Nelson Motta, Tim regravou  "Como Uma Onda", de Lulu Santos, para um comercial dos chinelos Rider feitos pela W/Brasil, se tornando uma das músicas mais executadas do ano (Santos retribuiria o favor regravando "Descobridor dos Sete Mares" para a mesma campanha). Em 1996, lançou dois CDs ao mesmo tempo: Amigo do rei, juntamente com Os Cariocas, e What a Wonderful World, com recriações de standards do soul e do pop norte-americanos das décadas de 1950, 1960 e 1970. Em 1997, lançou mais três CDs, perfazendo 32 discos em 42 anos de carreira. Nesse mesmo ano, fez uma nova viagem aos Estados Unidos.
Em 8 de março de 1998, enquanto gravava um show para a televisão no Teatro Municipal de Niterói, Tim Maia se sentiu mal e foi internado no Hospital Universitário Antônio Pedro com crise hipertensiva e edema pulmonar. Um quadro grave de infecção se desenvolveu nos dias seguintes e ele acabou morrendo aos 55 anos em 15 de março daquele ano, de falência de múltiplos órgãos, causando grande comoção em todo o Brasil. Seu corpo está sepultado no Cemitério de São Francisco Xavier, no Caju, Rio de Janeiro.

## Estilo musical e influências

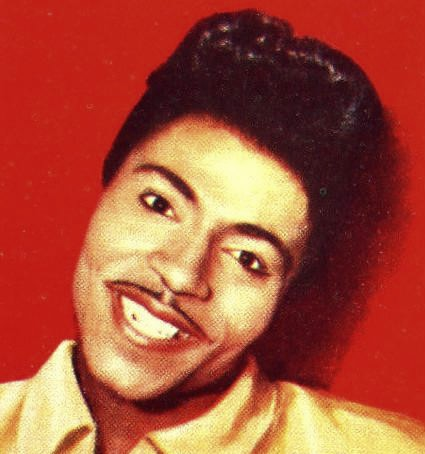
Tim foi fortemente influenciado por diversos artistas da black music, incluindo Little Richard (imagem), James Brown, Marvin Gaye, entre outros.

Tim Maia destacou-se por sua habilidade em fundir gêneros musicais distintos, combinando soul, funk, samba, baião  e bossa nova em um estilo único que marcou a música popular brasileira. Influenciado por artistas da música negra americana, como Little Richard, James Brown, Marvin Gaye e Stevie Wonder, ele trouxe elementos do rhythm and blues e do funk para o contexto brasileiro, adaptando-os aos ritmos locais. Sua experiência nos Estados Unidos, onde entrou em contato com o soul durante a década de 1960, foi determinante para a formação de sua identidade musical. Em álbuns como Tim Maia (1970), ele misturou grooves dançantes com melodias românticas, enquanto em trabalhos posteriores, como Tim Maia Interpreta Clássicos da Bossa Nova (1990), explorou uma sonoridade mais suave, evidenciando sua versatilidade. Essa fusão inovadora não apenas definiu sua carreira, mas também estabeleceu um marco na evolução da MPB, influenciando a criação de novos subgêneros na música brasileira.

## Vida pessoal

### Infância
Tim Maia teve uma infância bastante pobre no bairro carioca da Tijuca, onde nasceu e cresceu. Morava em um cortiço e era o caçula de doze irmãos. Quando criança, trabalhou como entregador de marmitas para ajudar nas despesas de casa. Aos 8 anos cantava no coral da igreja e aos 12 ganhou um violão de seu pai.

### Relacionamentos e filhos

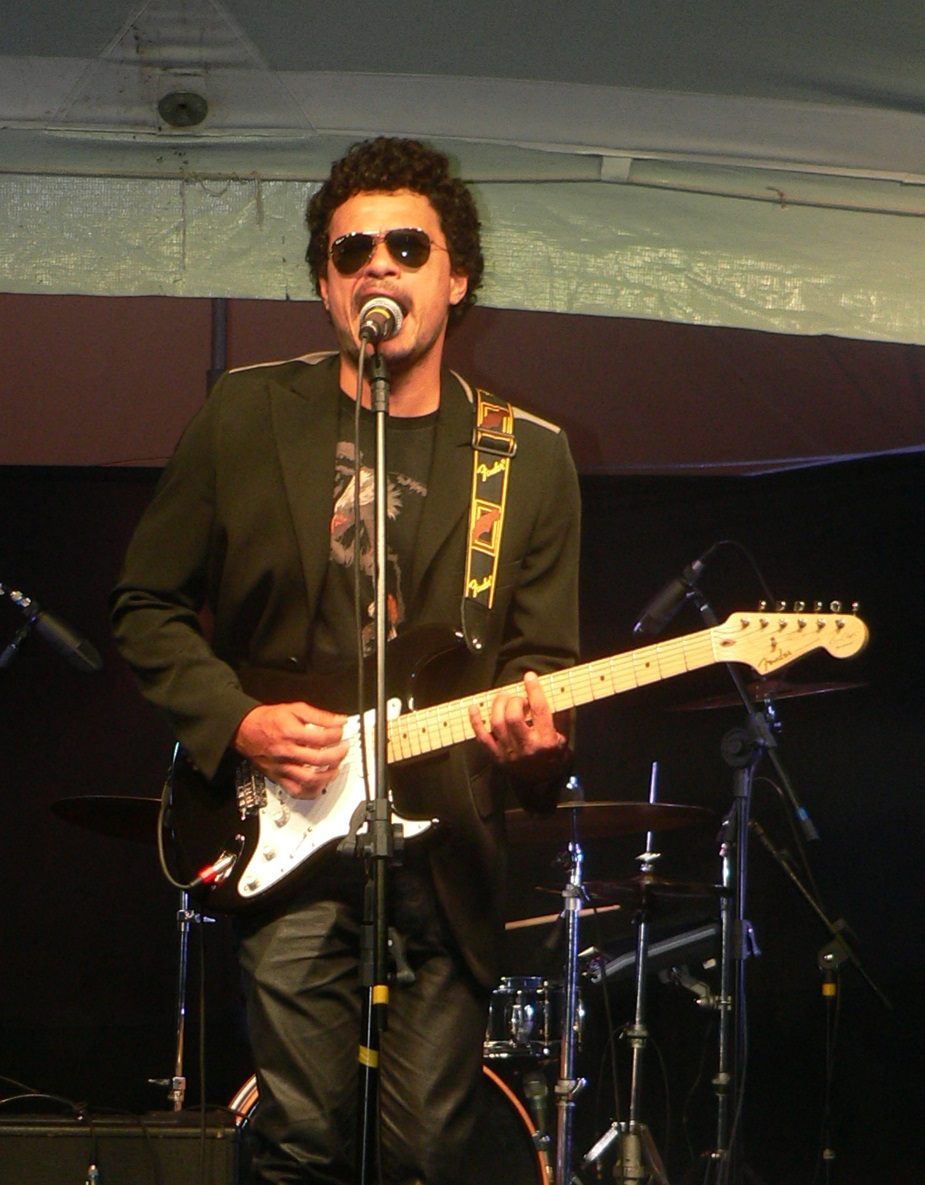
Léo Maia, filho de Tim, também se tornou músico.

Durante anos namorou Maria de Jesus Gomes da Silva, apelidada de Geisa. Após descobrir que ela estava grávida, Tim Maia criou a criança como um filho. Márcio Leonardo Maia Gomes da Silva, que anos mais tarde, assumiria o nome artístico de Léo Maia, nasceu em 1974. Filho de criação de Tim, Márcio nunca foi adotado legalmente pelo cantor. Morando com Tim e seu filho Léo, Geisa engravidou novamente e deu à luz um menino, Carmelo Gomes Maia, também conhecido como Telmo, nascido em 1975.
Na época em que seus filhos nasceram, o cantor conheceu a Cultura Racional, religião que o faria lançar álbuns e tirá-los das lojas após se decepcionar com o líder. O músico deixou os vícios e recuperou a saúde, mas ficou obcecado pela seita, tanto que o nome de seu filho, Carmelo, foi escolhido pelo guru da seita, dizendo ser um nome sem pecado, desmagnetizado. Ao registrá-lo, Tim queria colocar Telmo, outro nome desmagnetizado, e escolheu Carmelo, mas esqueceu a escolha feita e chamava o filho de Telmo, até o menino achava que esse era seu nome.
Os filhos de Tim são mencionados na canção "Márcio Leonardo e Telmo", do álbum Tim Maia, lançado em 1976. Tim largou a religião, alegando que o guru era um charlatão e que fazia tudo que era contra os preceitos da seita. Em 1986, quando Márcio Leonardo tinha 12 anos e Carmelo, 11, Geisa e Tim se separaram. Tim teve outro filho, José Carlos da Silva Nogueira, que ele conheceu somente quando o menino tinha 15 anos. Tim permitiu que o filho morasse em um apartamento de sua propriedade na Barra da Tijuca e teria dado ajuda financeira a ele. José Carlos foi assassinado aos 36 anos em 2002, quando aguardava o resultado de um exame de DNA para comprovar que ele era filho biológico de Tim.
Em fevereiro de 2023, a justiça não reconheceu a Léo Maia como filho afetivo de Tim Maia. Segundo o jornal Luta Democrática de 18 de março de 1972, Tim Maia teria espancado sua companheira Janete de Paula que teve que ser levada ao Hospital Lourenço Jorge e ser medicada. Janete contou à imprensa que "apanhava todos os dias", mas que Tim ligava para ela, implorando que voltasse. Dias depois, Janete retirou as acusações. O episódio não foi abordado no livro, filme e no especial para a tv lançados entre 2007 e 2014.

### Ida aos Estados Unidos e prisões
Viveu nos Estados Unidos de 1959 a 1963. Afirmava que ao morar fora do país, ficou um bom tempo sem falar o português já que na época poucos brasileiros moravam nos EUA. Lá ele montou uma minibanda e gravou um disco compacto. Para sobreviver no país, chegou a trabalhar em lanchonetes da região. No começo residiu em Tarrytown, com a família de um conhecido cliente de seu pai. Em 1961, se mudou para Nova Iorque, e em 1963 com um grupo de três amigos decidiram viajar para o sul dos Estados Unidos. Contudo a viagem foi feita com um carro roubado e fazendo pequenos furtos para financiá-la, o que lhe rendeu cinco prisões. Tim e seus amigos percorreram nove estados antes de chegar na Flórida. Em Daytona Beach, Tim teve sua prisão definitiva por porte de maconha, momento em que foi deportado de volta ao Brasil.
Em 1966, já no Brasil, Tim é preso novamente por tentativa de roubo. Levado à delegacia, ele e um amigo foram torturados por militares. Foi liberado após dez meses, no final daquele ano.

### Carreira política
Tentou a carreira política ao filiar-se ao PSB, em outubro de 1997 onde seria o candidato a Senador pelo Rio de Janeiro nas eleições gerais de 1998, porém acabou falecendo antes.

### Problemas de saúde e atrasos
Tim Maia tornou-se notável por não aparecer ou atrasar o início dos shows e, frequentemente, reclamar da qualidade do áudio. Isso ocorria devido ao intenso consumo de uísque, cocaína e maconha antes dos shows, que ele chamava de "triátlon".
Em 1996, teve uma gangrena de Fournier, que foi retirada por uma operação de emergência na Clínica São Vicente, no bairro da Gávea. Em seus últimos anos de vida, Maia lutava contra a obesidade e tinha hipertensão, doença essa da qual Tim Maia teria uma crise em seu último show em Niterói. Após esta apresentação, os médicos constataram que ele tinha problemas pulmonares, metabólicos e de pressão. Também nessa época, foi descoberto que Tim Maia tinha diabetes.

## Morte

Tim visivelmente abalado em sua última apresentação, pouco antes de deixar o Teatro Municipal de Niterói com crise de hipertensão.

Em 1998, Tim Maia voltou a focar em sua carreira, e agendou um show no Teatro Municipal de Niterói, show esse que renderia um disco acústico e seria exibido pelo canal de televisão por assinatura Multishow. A apresentação se iniciaria inicialmente às 20h, mas teve um atraso de 30 minutos. O cantor entrou no palco e começou a cantar os primeiros versos de "Não Quero Dinheiro", quando fez gestos com as mãos pedindo para se retirar. A equipe perguntou se havia algum médico assistindo à apresentação; Drauzio Varella estava presente com a esposa, contudo o cantor foi transferido antes mesmo que algo pudesse ser feito ainda no teatro. Devido às suas condições de saúde — Tim teve uma crise de hipertensão —, foi levado para o Hospital Universitário Antônio Pedro logo em seguida. Após uma semana internado, Tim Maia morreu em 15 de março de 1998 em Niterói, aos 55 anos e com 140 quilos, devido a uma infecção generalizada. No ano seguinte seria homenageado por vários artistas da MPB em um show tributo, que se transformou em disco, especial de TV e vídeo.

## Influência e legado
Tim Maia deixou um legado significativo na música popular brasileira (MPB), influenciando diversos artistas e contribuindo para o desenvolvimento da música contemporânea no Brasil. Sua abordagem pioneira na fusão de soul, funk e ritmos tradicionais brasileiros serviu de inspiração para músicos como Seu Jorge, Marcelo D2, Ed Motta e Marisa Monte, que regravaram ou reinterpretaram suas composições em diferentes projetos. Marisa Monte, por exemplo, incluiu uma versão de "Não Quero Dinheiro (Só Quero Amar)" em seu álbum Barulho (2000), enquanto Marcelo D2 prestou homenagem a Tim com a faixa "Tim Maia Funk", lançada em 2006. Ed Motta, sobrinho de Tim Maia, descreveu-o como "um gênio" em entrevista ao portal g1 em 2014, destacando a influência do tio em sua própria trajetória musical. Quatro anos depois, em entrevista no talk show Conversa com Bial, Ed Motta declarou que o parentesco com seu tio o ajudou a abrir portas, pois "as pessoas tinham curiosidade de saber quem era o sobrinho do Tim Maia". A discografia do cantor permanece como referência para novas gerações de artistas e fãs, com reedições de álbuns como Tim Maia Racional recebendo ampla aclamação.

### Influência internacional
Embora sua obra tenha raízes profundas na música brasileira, Tim Maia alcançou projeção internacional, particularmente entre entusiastas de soul e funk. Seus álbuns da fase Racional, como Tim Maia Racional Vol. 1 e Tim Maia Racional Vol. 2, tornaram-se objetos de culto entre colecionadores e DJs fora do Brasil, com uma reedição lançada pela gravadora Luvdisc em 2011. Em 2013, o jornal britânico The Guardian reconheceu-o como "uma lenda do soul brasileiro que inspirou uma geração", evidenciando seu impacto global. Além disso, sua música foi sampleada por artistas internacionais, como o grupo americano !!! (Chk Chk Chk), que utilizou trechos de suas gravações na faixa "Heart of Hearts" (2010), demonstrando a extensão de sua influência além das fronteiras nacionais.

## Imagem pública
Tim frequentemente faltava nos shows ou chegava atrasado, algo que ocorreu até em sua última apresentação em vida, no Teatro Niterói. Em uma apresentação em São Paulo, Tim Maia cantou bêbado e sem voz, além de chamar Otávio Mesquita de Amaury Jr. O cantor era frequentemente chamado de "Síndico" — apelido dado inicialmente por Jorge Ben Jor em "W/Brasil" — e virou o síndico do prédio em que morava. Durante as entrevistas, Maia fazia diversas piadas com seus problemas de saúde, como quando ele comentou sobre sua obesidade: “Fiz uma dieta rigorosa, cortei álcool, gorduras e açúcar. Em duas semanas, perdi 14 dias”.

## Prêmios e homenagens

### Prêmios e indicações
Nos anos de 1988, 1990, 1992, 1993, 1995 e 1997, o músico foi o vencedor do prestigiado Prêmio Sharp de música na categoria de melhor cantor.

### Homenagens
Em 1999, foi realizado um show em tributo a Tim Maia no Metropolitan com a participação de 18 artistas, dentre eles: Ed Motta, Toni Garrido, Jorge Ben Jor, Luiz Melodia, Alcione, Planet Hemp, Sandra de Sá, Cláudio Zoli, Pedro Mariano, Marcelo Falcão, Seu Jorge, Banda Vitória Régia, Nocaute e Léo Maia. O show foi exibido pelo canal Multishow e lançado em CD e DVD pela Som Livre. Ainda em 1999, os Paralamas do Sucesso gravam um medley que une "I Feel Good", de James Brown, e "Sossego", do próprio Tim Maia, no seu Acústico MTV. Em 2000, a Som Livre lançou o álbum Soul Tim: Duetos, onde vários artistas, como Luiz Melodia, Fat Family, Claudinho & Buchecha, realizaram duetos póstumos (através de recursos tecnológicos, semelhante à gravação de "Unforgettable" por Nat King Cole e a filha Natalie Cole).
Em janeiro de 2001, em uma homenagem inusitada, o guitarrista Robin Finck do grupo Guns N' Roses tocou uma versão rocker de seu sucesso Sossego, durante a apresentação da banda no Rock in Rio III.
Entre tantas homenagens de qualidade já feitas a ele, a mais recente foi no dia 14 de dezembro de 2007, quando a Rede Globo de televisão homenageou Tim no especial Por Toda a Minha Vida. Ainda em 2007, o jornalista e produtor musical Nelson Motta, amigo e fã de Tim, lançou o best-seller Vale Tudo - O Som e a Fúria de Tim Maia, pela Editora Objetiva.
Em 2009, o cantor foi homenageado no programa Som Brasil com participações de Léo Maia, Seu Jorge, Thalma de Freitas, Marku Ribas, Carlos Dafé, Taryn Spielman e a banda Instituto.
Em 2011, Nelson Motta e João Fonseca criaram um musical baseado no livro Vale Tudo, no qual o papel de Tim foi interpretado por Tiago Abravanel, mais tarde substituído por Danilo de Moura.
A sua discografia completa, incluindo o disco inédito Tim Maia Racional, Vol. 3, foi lançada pela Editora Abril em 2011.
Em outubro de 2014, foi lançado o filme biográfico Tim Maia, baseado no livro de Nelson Motta e dirigido por Mauro Lima. Tim é interpretado por Babu Santana e Robson Nunes.
Em 19 de junho de 2015, foi inaugurada uma estátua em sua homenagem na Tijuca, bairro onde Tim nasceu e cresceu. A estátua é feita de bronze e mede 180 centímetros, 12 a mais que o cantor tinha. Postumamente foi lançado um disco inédito nas plataformas digitais intitulado "Yo Te Amo" , que traz hits do músico cantados em espanhol e chega 51 anos depois de sua gravação original, realizada em 1970.

## Discografia
| - Tim Maia (1970) - Tim Maia (1971) - Tim Maia (1972) - Tim Maia (1973) - Tim Maia Racional, Vol. 1 (1975) - Tim Maia Racional, Vol. 2 (1975) - Tim Maia (1976) - Tim Maia em Inglês (1976) - Tim Maia (1977) - Disco Club (1978) | - Reencontro (1979) - Tim Maia (1980) - Nuvens (1982) - O Descobridor dos Sete Mares (1983) - Sufocante (1984) - Tim Maia (1985) - Tim Maia (1986) - Somos América (1987) - Carinhos (1988) | - Dance Bem (1990) - Tim Maia Interpreta Clássicos da Bossa Nova (1990) - Voltou Clarear (1994) - Nova Era Glacial (1995) - Tim Maia & Os Cariocas: Amigos do Rei (1997) - Pro Meu Grande Amor (1997) - What a Wonderful World (1997) - Só Você (Para Ouvir e Dançar) (1997) - Sorriso de Criança (1997) |